# Hadena dileucescens
Hadena dileucescens là một loài bướm đêm trong họ Noctuidae.